# Karin Dannecker
Karin Dannecker (* 27. September 1955 in Dotternhausen/Baden-Württemberg) ist eine deutsche Kunsttherapeutin (MA), Professorin und Leiterin des Weiterbildungsstudiengangs Kunsttherapie an der Kunsthochschule Berlin-Weißensee, der in Kooperation mit der Park-Klinik Weißensee angeboten wird. Zudem ist sie approbierte Kinder- und Jugendlichenpsychotherapeutin.

## Biografie
Karin Dannecker studierte Sonder- und Heilpädagogik sowie Kunstpädagogik an der Johann Wolfgang Goethe-Universität in Frankfurt am Main und absolvierte 1982 mit dem 2. Staatsexamen. Von 1983 bis 1985 studierte sie Kunsttherapie in New York an der New York University und schloss das Studium mit einem Master of Arts in Art Therapy ab.
1992 promovierte sie an der Johann Wolfgang Goethe-Universität (Frankfurt/Main) zum Dr. phil. 2005 erfolgte die Habilitation an der Universität der Künste Berlin (UdK) mit dem Thema „Die Bedingungen der psychischen und ästhetischen Transformationen der Kunsttherapie“. Sie erhielt die Venia Legendi im Fach Kunsttherapie.
Von 1985 bis 1986 gab sie Seminare zur Kunsttherapie an der Humanwissenschaftlichen Fakultät der Universität zu Köln, Department Heilpädagogik. Von 1986 an lehrte sie zwölf Jahre an der Hochschule der Künste Berlin (heute Universität der Künste) und konzipierte einen Ergänzungsstudiengang Kunsttherapie, der im Jahr 2000 in der Kunsttherapie Berlin, Kolleg für Weiterbildung und Forschung, in Zusammenarbeit mit dem Goldsmiths College London und der Park-Klinik Weißensee realisiert wurde. Seit 2005 ist dieser Studiengang ein postgradualer Studiengang der weißensee kunsthochschule berlin. Dies war der erste Studiengang im Fach Kunsttherapie, der in Deutschland mit dem Abschluss Master of Arts eingerichtet wurde.
Seit 2005 ist Karin Dannecker Professorin und Leiterin des Weiterbildungsstudiengangs Kunsttherapie an der weißensee kunsthochschule berlin. Ihre Lehre umfasst u. a. Ästhetik und Symbolisierung, Diagnostik, Gesprächsführung, Ethik in der Kunsttherapie, psychologische Porträts von Künstlerinnen und Künstlern und Supervision. Parallel zu ihrer Tätigkeit an der Hochschule arbeitet sie seit 1987 kontinuierlich als Kunsttherapeutin in der psychiatrischen und einer psychosomatischen Abteilung der Schlosspark-Klinik und Park-Klinik Sophie Charlotte in Berlin. Ihre Forschungstätigkeit richtet sich auf die Wirksamkeit der Kunsttherapie. Sie ist an mehreren Studien beteiligt, die sowohl empirisch quantitativ als auch qualitativ ausgerichtet sind. Theoretische Forschungsbeiträge zentrieren um Bildfragen und Ästhetik, psychodynamische Aspekte der Kunsttherapie, Psychoanalyse und Kunst. Sie ist zudem an nationalen und internationalen Projekten zur Entwicklung und Etablierung des Berufsfeldes beteiligt.

## Publikationen
- Warum Kunst. Über das Bedürfnis, Kunst zu schaffen (Hrsg. mit Uwe Herrmann), Berlin, Medizinisch Wissenschaftliche Verlagsgesellschaft MWV (2016)[1]
- KunstAußenseiterKunst (Hrsg. mit Wolfram Voigtländer), Kunsthochschule Weißensee, Berlin (2012)[2]
- Psyche und Ästhetik. Die Transformationen der Kunsttherapie, Medizinisch-Wissenschaftliche Verlagsgesellschaft Berlin (MWV) (2006, 3. erweiterte Aufl. 2014)[3]
- Internationale Perspektiven der Kunsttherapie (Hrsg.), Graz, Nausner & Nausner (2003)[4]
- Kunst, Symbol und Seele - Thesen zur Kunsttherapie, Peter Lang, Frankfurt/M., Bern, New York (1994), 4. Aufl. (2015)[5]

### Aufsätze, Buchbeiträge (Auswahl)
- Der ästhetische Moment: Intersubjektivität und Veränderungsprozesse in der Kunsttherapie. In: Flora von Spreti, Philipp Martius, Florian Steger (Hrsg.). KunstTherapie. Künstlerisches Handeln - Wirkung - Handwerk. Stuttgart: Schattauer 2017[6]
- Die ästhetische Dimension der Kunsttherapie. In: G. Gödde, W. Pohlmann, J. Zirfas (Hg.), Ästhetik der Behandlung. Beziehungs-, gestaltungs- und Lebenskunst im psychotherapeutischen Prozess; Psychosozial Verlag, Mai 2015 S. 77–94
- A Pilot RCT of Psychodynamic Group Art Therapy for Patients in Acute Psychotic Episodes: Feasibility, Impact on Symptoms and Mentalising Capacity. Mit Co-Autorin Christiane Montag et al.; in: PLOSONE (PDF) vom 13. Oktober 2014
- Bemerkungen über Gefühl und Form. Susanne K. Langers Philosophie der Kunst und Kultur; in: Lebenskunst im 20. Jahrhundert. Stimmen von Philosophen, Künstlern und Therapeuten: G. Gödde, J. Zirfas (Hrsg.) Paderborn, Fink Verlag, 2014 S. 41–54
- Die Wahrheiten des Kitsch; in: Zeitschrift für Psychologie & Gesellschaftskritik 37 (2) 2013, S. 9–26
- ArteFakte – Forschung in der Kunsttherapie; in: Wulf Rössler, Birgit Matter (Hrsg.) Kunst- und Ausdruckstherapien; Stuttgart, Kohlhammer (2013) S. 35–51
- Das Portrait – ein besonderes Fragment; in: Kunst & Therapie. Zeitschrift für bildnerische Therapien. 2011/2, S. 37–44
- In tormentis pinxit. Kunsttherapie mit Schmerzpatienten; in: Martius, von Spreti et al., Kunsttherapie bei psychosomatischen Störungen, Elsevier Verlag (2008), S. 284–290
- Die Wirksamkeit der Werte – Ethik in der Kunsttherapie; in: diess: Internationale Perspektiven der Kunsttherapie (Hrsg.), Graz, Nausner & Nausner, 2003, S. 27–53
- Horror in der Kunst – Horror Vacui? Angst in der Kunst von Kindern und Jugendlichen und ihre Behandlung in der Kunsttherapie; in: R. Hampe, D. Ritschel, G. Waser: Kunst, Gestaltung und Therapie mit Kindern und Jugendlichen, Bremen, Universität Bremen (1999), S. 206–222
- Übertragung und Gegenübertragung in der Kunsttherapie, Psychotherapie Forum, Springer Verlag, Vol . 5/1 (1997), S. 74–76
- Therapie durch Kunst – Kunst als Therapie,  Berliner Ärzteblatt 2 (1990) S. 8

### Vorworte
- Edith Kramer, Kunst als Therapie mit Kindern, München, Reinhardt Verlag 2014 (6. Aufl.)
- Donald W. Winnicott, Die Therapeutische Arbeit mit Kindern, Karlsruhe, Gerardi Verlag, Karlsruhe (2007)